# Piotr de Lamar
Piotr de Lamar herbu Lamar (zm. po 1739) – generał adiutant królewski, pułkownik wojsk koronnych, dyplomata polski pochodzenia włoskiego.

## Życiorys
Był synem Franciszka i bratem Mikołaja Lamara (zm. 1748), generała lejtnanta. Przodek Piotra – Franciszek Dellamare, szlachcic neapolitański i ujeżdżacz koni królewskich, w 1578 otrzymał od króla Stefana Batorego dyplom eques auratus i dopuszczony został do używania praw i prerogatyw szlacheckich, a do herbu własnego dodał orła białego na czerwonym polu.
W 1695 został rotmistrzem wojsk koronnych. 3 listopada 1713 został pułkownikiem regimentu konnego wojsk koronnych. W tym samym roku posłował do Krymu. W 1718 został generałem adiutantem królewskim. W 1726 został przywrócony do indygenatu, nadanego w 1578 jego przodkom. W 1728 został stolnikiem inflandzkim. Był też starostą mednickim.
Był żonaty z Anną z Czechowiczów, z którą miał sześć córek i trzech synów: Barbarę (zm. przed 1749), Teofilę (zm. 1718), zamężną z Jerzym Dunin-Borkowskim, kasztelanem gostyńskim, Konstancję zamężną z Franciszkiem Gostyńskim, Izabelę, po mężu Dłuską, Katarzynę (ur. 1703), zamężną z Stanisławem Łosiem, podstolim żydaczowskim, Ludwikę, po mężu Ciemniewską, podstolinę krasnostawską, Konstantego Kazimierza, stolnika inflanckiego oraz Franciszka (ur. 1704) i Jana Władysława (ur. 1707).